# Sveti Vid, Vuzenica
Sveti Vid, pogosto zapisano okrajšano kot Sv. Vid, je naselje v Občini Vuzenica.